# Никола Сукнаров
Никола Христов Сукнаров е български политик и юрист. Активен участник в Либералната партия, той е председател на Народното събрание (1880), кмет на София (1883) и министър на вътрешните работи (1885). След оттеглянето си от политическия живот е съдия във Върховния касационен съд (1888 – 1894).

## Биография
Никола Сукнаров е роден на 4 януари 1849 година (23 декември 1848 година стар стил) в Свищов. Завършва гимназия в Сремски Карловци, а от 1871 до 1875 година учи право в Белград. През 1875 – 1877 година е учител в Разград, през Руско-турската война от 1877 – 1878 година сътрудничи на руските войски. По време на Временното руско управление е съдия в Свищов, Русе и Варна, а през 1879 година е председател на Окръжния съд в София. През следващите няколко години се включва в дейността на Либералната партия и работи като адвокат в София.
В края на 1880 година Сукнаров за кратко е председател на II обикновено народно събрание, от 30 април до 27 декември 1883 година е кмет на София, от септември до декември същата година участва в заседанията на II сесия на III обикновено народно събрание.
От 1884 до 1885 година е подпредседател на IV обикновено народно събрание. През 1885 година става министър на вътрешните работи в правителството на Петко Каравелов, но малко по-късно влиза в конфликт с министър-председателя и подава оставка. През 1888 година става член на Върховния касационен съд и остава на този пост до смъртта си.
Никола Сукнаров умира на 22 октомври (10 октомври стар стил) 1894 година.

## Памет
На Никола Сукнаров е наречена улица в квартал „Илинден“ в София (Карта).